# Berberodes fulvicomosa
Berberodes fulvicomosa är en fjärilsart som beskrevs av W. Warren 1907. Berberodes fulvicomosa ingår i släktet Berberodes och familjen mätare. Inga underarter finns listade i Catalogue of Life.